# فرودگاه مرکز شهر (میزوری)
فرودگاه مرکز شهر میسوری (به انگلیسی: Downtown Airport (Missouri)) یک فرودگاه همگانی بهره‌برداری هوایی است که یک باند فرود آسفالت دارد و طول باند آن ۱۲۳۰ متر است. این فرودگاه در کشور ایالات متحده آمریکا قرار دارد و در ارتفاع ۴۱۹ متری از سطح دریا واقع شده‌است.